# BLS B-Jumbo
De B-Jumbo zijn rijtuigen met lagevloerdeel van de Zwitserse spoorwegmaatschappijen BLS en Transports Régionaux Neuchâtelois (TRN).

## Geschiedenis
Bij Bombadier in Villeneuve werden sinds 2003 twee tweedeklasrijtuigen van het type EW I omgebouwd tot gelede tweedeklasrijtuigen met lagevloerdeel.
Bij de bouw van het prototype werden twee rijtuigen van de serie EW I gebruikt. Bij de bouw van de serie was per rijtuig slechts een rijtuig van de serie EW I nodig. De kosten van dit rijtuig bedroegen 1,2 miljoen Zwitserse frank.
Er werd in eerste instantie een serie van 15 rijtuigen gebouwd voor de BLS Lötschbergbahn (BLS) en een serie van 5 rijtuigen gebouwd voor de Regionalverkehr Mittelland (RM). Ook werd in een rijtuig gebouwd voor de Transports Régionaux Neuchâtelois (TRN). Hierna werd in een vervolgserie van 10 rijtuigen met luchtbehandelingssysteem gebouwd voor de BLS Lötschbergbahn (BLS).
In eerste instantie was alleen B 601 voorzien van een luchtbehandelingssysteem. In 2009-'11 werden de andere rijtuigen voorzien van een luchtbehandelingssysteem.

## Constructie en techniek
De rijtuigen zijn van een nieuw tussendeel opgebouwd uit een aluminium frame. Het nieuwe deel van de rijtuigen is afgeleid van de treinstellen van het type NINA. De SIG-draaistellen zijn voorzien van schroefveren.

### Nummers
De rijtuigen zijn als volgt genummerd:
| Lijst van de Jumbo rijtuigen |              |                                 |                                               |                             |             |
| Nummer                       | Eigenaar     | UIC-nummer                      | TSI-nummer                                    | Ombouw                      | Opmerkingen |
| B 600                        | BLS          | 50 63 22-33 600                 | 50 85 22-35 600-7 CH-BLS                      | 2003                        | prototype   |
| B 601-625                    | BLS          | 50 63 22-33 601 50 63 22-33 625 | 50 85 22-35 601 CH-BLS 50 85 22-35 625 CH-BLS | 2004 (601-15) 2007 (616-25) |             |
| B 520-524                    | ex RM nu BLS | 50 38 22-33 520 50 38 22-33 524 | 50 85 22-35 626 CH-BLS 50 85 22-35 630 CH-BLS | 2005                        |             |
| B 302                        | TRN          | 50 35 22-33 302-3               | - CH-TRN                                      | 2005                        |             |

## Treindiensten
Deze rijtuigen worden door de BLS als S-Bahn ingezet op de volgende trajecten:
- S2: Laupen BE - Bern - Langnau
- S3: Biel/Bienne - Bern - Belp (- Thun)
- S4: Thun - Bern - Langnau
- S51: Bern - Bern Brünnen West
- S6: Bern - Schwarzenburg

Het rijtuig wordt door de Transports Régionaux Neuchâtelois (TRN) ingezet op de volgende trajecten:
- Neuchâtel - Travers
- Travers - Buttes

## Foto's

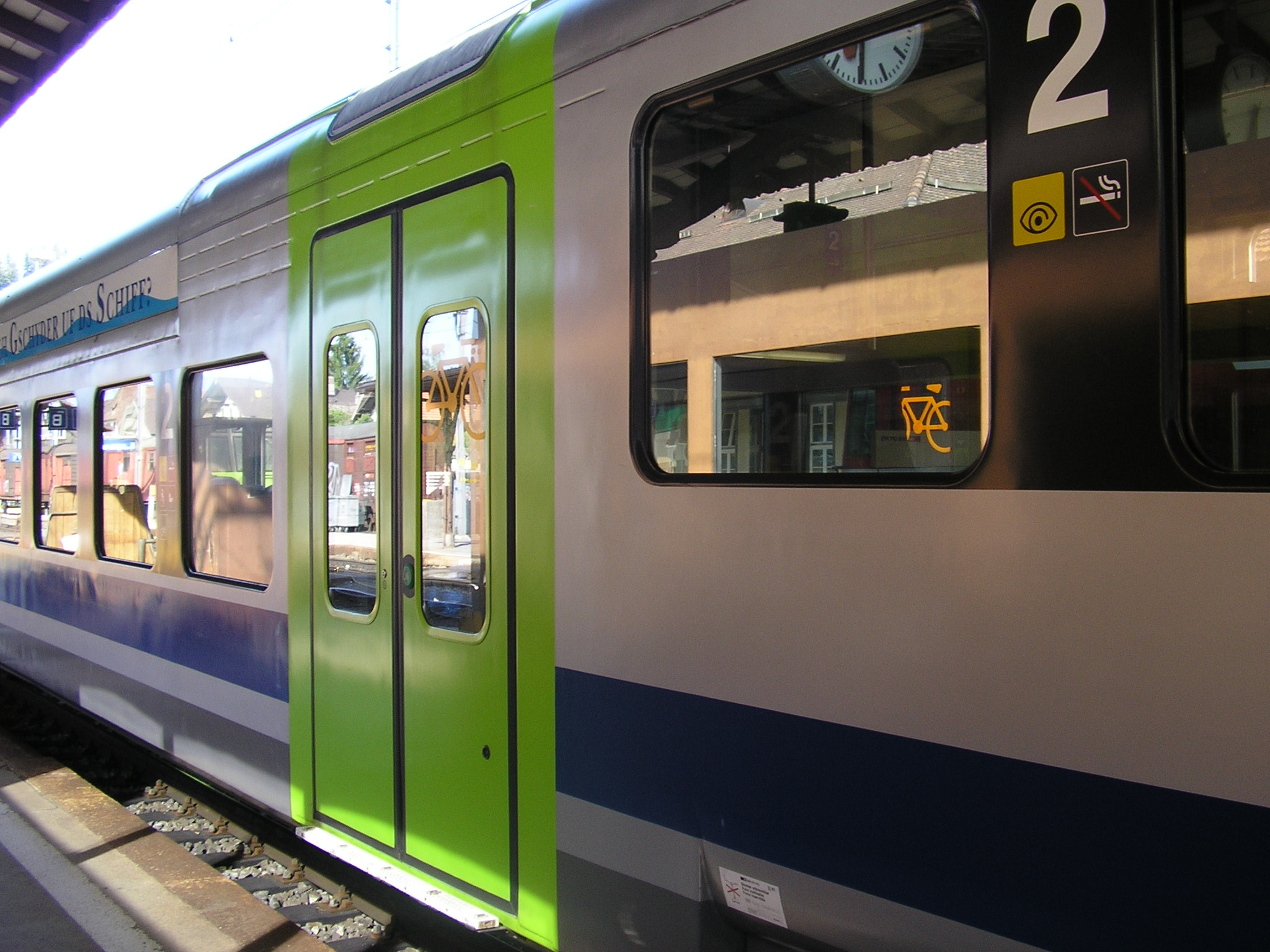
Prototype Jumbo rijtuig
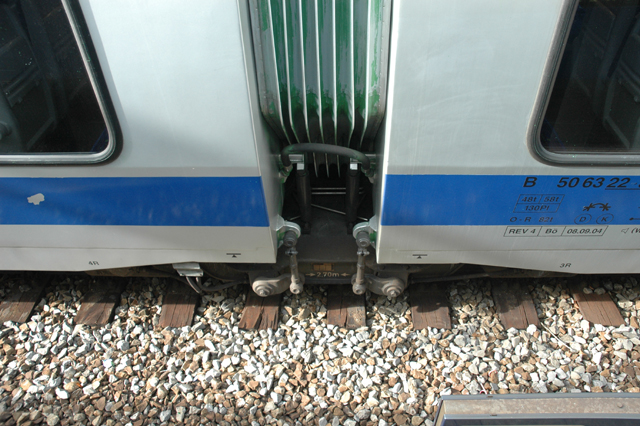
Overgang BLS Jumbo rijtuigen
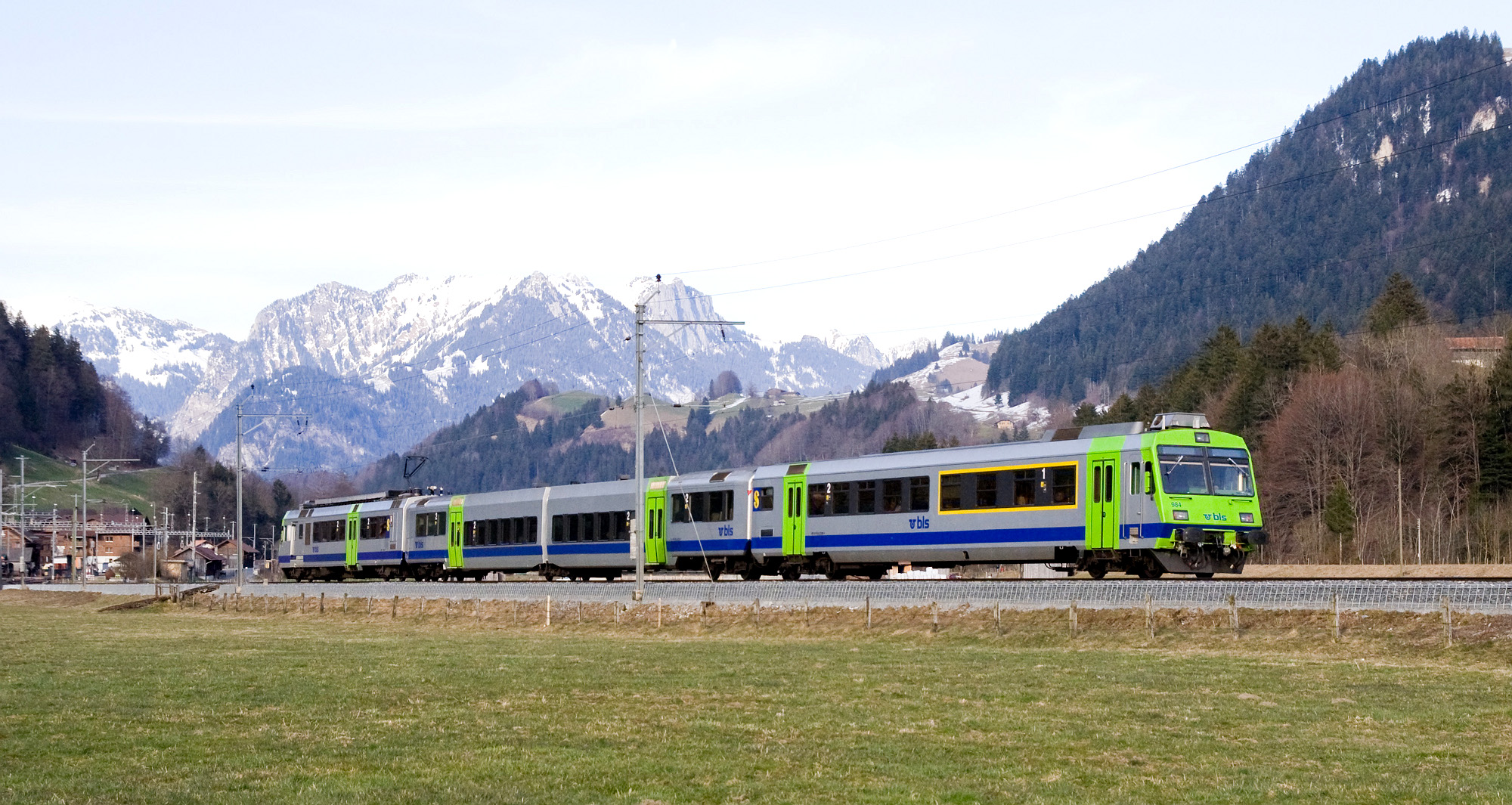
op 29 maart 2008
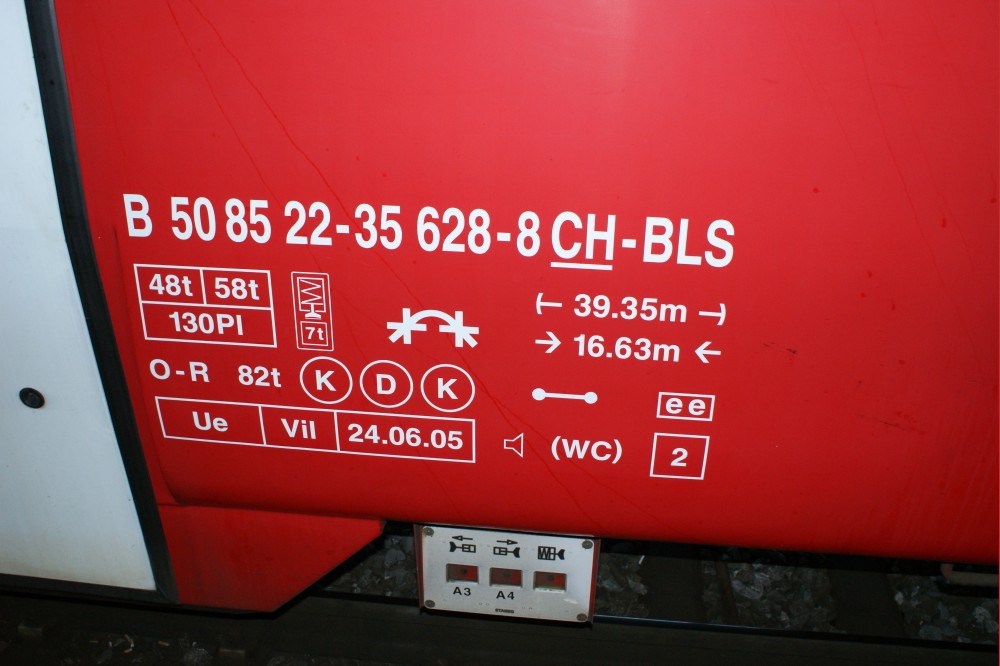
nieuwe TSI nummer

de voormalige spoorwegondernemingen Berner Alpenbahngesellschaft (BLS) en Regionalverkehr Mittelland (RM)